# Municipio de Bad Nation
El municipio de Bad Nation (en inglés: Bad Nation Township) es un municipio ubicado en el condado de Mellette en el estado estadounidense de Dakota del Sur. En el año 2010 tenía una población de 30 habitantes y una densidad poblacional de 0,16 personas por km².

## Geografía
El municipio de Bad Nation se encuentra ubicado en las coordenadas 43°36′1″N 100°20′34″O / 43.60028, -100.34278. Según la Oficina del Censo de los Estados Unidos, el municipio tiene una superficie total de 187.23 km², de la cual 187,19 km² corresponden a tierra firme y (0,02 %) 0,04 km² es agua.

## Demografía
Según el censo de 2010, había 30 personas residiendo en el municipio de Bad Nation. La densidad de población era de 0,16 hab./km². De los 30 habitantes, el municipio de Bad Nation estaba compuesto por el 83,33 % blancos, el 10 % eran amerindios y el 6,67 % eran de una mezcla de razas. Del total de la población el 0 % eran hispanos o latinos de cualquier raza.